# Daniellia thurifera
Daniellia thurifera is een soort uit de vlinderbloemenfamilie (Leguminosae). Het is een grote boom die tot 45 meter hoog kan worden. De rechte, cilindrische stam kan een diameter van ongeveer 40 centimeter hebben. De plant wordt uit het wild geoogst voor lokaal gebruik als medicijn. Verder levert het een goede kwaliteit hout en gom op, die internationaal worden verhandeld.
De soort komt voor in de tropische delen van westelijk Centraal-Afrika, van Guinee-Bissau tot in Togo en verder ook in Nigeria en Congo-Brazzaville. Hij groeit daar groenblijvende bossen op heuvels en kliffen langs lagunes en in galerijbossen, op hoogtes van 10 tot 380 meter De soort staat op de Rode Lijst van de IUCN geklasseerd als 'niet bedreigd'.
Uit scheuren en wonden in de stam wordt een gom verkregen die gebruikt om een vernis van te maken. Verder wordt het verwerkt in wierook, die als parfum verkocht en gebruikt wordt. De gom wordt verpulverd en gemengd in een drankje met water om hoest te behandelen. Verder wordt de gom ook gebruikt om huidziekten en parasitaire infecties te behandelen.
Uit de stam wordt een bruinkleurige en geurige balsem of oleo-hars verkregen. Deze wordt gebruikt als versnijdingsmiddel van copaiba-balsem (van Copaifera-soorten). Het wordt verwerkt in fakkels en gebruikt voor ontsmetting. Het verse materiaal wordt verkregen door vierkante stukken schors uit te snijden, hoewel de meeste balsem in halfgefossiliseerde toestand uit de grond wordt verkregen.
Het kernhout is bleekroze tot roodbruin met af en toe donkere strepen. Het hout wordt gebruikt voor multiplex, meubelonderdelen, dozen en kratten en dergelijke.